# フォルクスワーゲン・トゥーラン
トゥーラン（TOURAN）は、ドイツの自動車メーカー、フォルクスワーゲンが製造・販売している乗用車である。日本市場では、ゴルフ トゥーラン（GOLF TOURAN）の車名で販売されている。

## 初代（1T、2003年 - 2015年）
2003年秋、発売開始。
5代目ゴルフのプラットフォームを利用し、2-3-2の7人乗りを可能とした小型ミニバンである。当初、欧州市場向けには5人乗り仕様も設定されていたが、のちに廃止された。駆動方式はFFのみで、ゴルフの一部グレードやパサート等に用意されている四輪駆動モデル（4MOTION）は用意されない。
欧州ではタクシーとしても多く利用されており、ユーロNCAPで5つ星の安全評価を得ている。欧州市場では、ルノー・グラン・セニック/セニック、プジョー・307SW/ブレーク、シトロエン・クサラピカソ、オペル・ザフィーラなどと競合する。
- 1.4リットル直4DOHCターボ(103kW/140PS)
- 1.4リットル直4DOHCターボ(125kW/170PS)
- 1.6リットル自然吸気ガソリン(85kW/116PS)
- 2.0リットル自然吸気ガソリン(103kW/140PS)
- 2.0リットル自然吸気CNG(80kW/109PS)
- 1.9リットルターボディーゼル(66kW/90PS)
- 1.9リットルターボディーゼル(77kW/105PS)
- 2.0リットルターボディーゼル(103kW/140PS)
- 2.0リットルターボディーゼル(125kW/170PS)

マニュアルトランスミッションは、モデルにより5速、もしくは6速である。また、SUVテイストをもつ「クロストゥーラン」も設定される。

### 日本での販売
2004年2月に発表され、同年4月に販売が開始された。
同年、5代目ゴルフとともに「2004-2005インポート・カー・オブ・ザ・イヤー」を受賞した。
エンジンは、フォルクスワーゲンがFSIと呼称する直噴ガソリンエンジン（自然吸気）。トランスミッションは、全車ティプトロニック付6速AT（アイシンAW（現・アイシン）製）であった。
エアバッグは、運転席、助手席、左右サイド、左右カーテンの合計6つが標準装備される。
- 2007年3月 - マイナーチェンジ。エンジンをTSIエンジンに、トランスミッションを湿式6速DSGに置換された。
- 2009年9月 - 一部改良。トランスミッションを乾式7速DSGに変更。オプションとして、HDDナビゲーションシステム・MEDIA-IN・ETC・リアビューカメラ「Rear Assist」がセットになった「RNS 510パッケージ」が設定され、「TSIハイライン」のみレザーシートと運転席・助手席シートヒーターがセットになった「レザーシートパッケージ」も設定された。
- 2010年
  - 2月5日 - 特別限定車「プライムエディション」を発売。

「TSIトレンドライン」をベースに、エクステリアには、バイキセノンヘッドライト（オートハイトコントロール機能付き）、シルバールーフレール、パークディスタンスコントロール、専用16インチアルミホイール、インテリアには３本スポークレザーステアリングホイール、レザーシフトノブ、レザーハンドブレーキグリップを特別装備した。
  - 11月22日 - 2度目のマイナーチェンジを実施。同日より受注開始、翌年1月11日に販売開始。

日本国内の排ガス規制に合わせるために最適化が行われ、「平成17年基準排出ガス75%低減レベル（☆☆☆☆）」を取得するとともに、「平成22年度燃費基準+25%」も達成。また、最大トルクの回転数を1250rpmに低回転化し、発進加速性能も向上された。
ESP、ABS、ブレーキアシストなどの安全装備やオートライトシステム、レインセンサー、クルーズコントロール、ヒルホルダー機構等は全車に標準装備され、「TSIハイライン」には新デザインのLEDポジションライト付バイキセノンヘッドランプやパークディスタンスコントロール、パドルシフトなどを追加装備している。
オプションの電動ガラススライディングルーフが電動パノラマスライディングルーフに置き換えられる。これにより、ガラスエリアが拡大され、サンシェードが手動から電動になった。
細かいところでは、同時期のゴルフVIに合わせてタコメーターの目盛が1/100から1/1000に変更されている。なお、ゴルフVIに装備される後席左右・ニーエアバッグは装備されず、引き続き6エアバッグである。
- 2012年
  - 4月3日 - 仕様変更。JC08モードに対応。同モードでの燃費は14.6km/Lで、「平成27年度燃費基準+10%」を達成している。
  - 7月25日- 一部改良。

新たにドライバーのステアリング操作を監視し、長時間運転等によるドライバーの疲労を検知すると警告灯を点灯させて休憩を促すとともに、警告音を発して集中力の低下を警告するドライバー疲労検知システム「Fatigue Detection System」をコンパクトミニバンとしては初めて標準装備するとともに、前席ヘッドレストに前後調節機能を追加した。
SDナビゲーションシステム・リアビューカメラ「Rear Assist」・DSRC（ITSスポット対応システム）車載器で構成される純正ナビゲーションシステム712SDCWのオプション設定を追加した。
  - 10月30日 - 追加モデルとして「クロストゥーラン」を発表（11月20日販売開始）。

バイキセノンヘッドランプ、フロントフォグランプ、専用バンパー、ホイールハウスエクステンション、ブラックサイドモールディング、サイドスカート、17インチアルミホイール、マルチファンクションレザーステアリング、パドルシフトを装備するとともに、標準タイプよりも10mmローアップした専用サスペンションを採用。他のグレードではオプション設定となっている純正ナビゲーションシステム712SDCWを標準装備した。
JC08モードでの燃費は14.0km/Lで、平成27年度燃費基準を達成している。
価格はナビゲーションを標準装備しながら「TSIハイライン」比9万円高（348万円）に抑えた。
- 2013年
  - 1月31日 - 「TSIハイライン」の一部改良を実施。

新たに駐車場所へのステアリング操作を自動化する運転支援装備「Park Assist」を標準装備するとともに、警報音で障害物までの距離をドライバーに知らせる「パークディスタンスコントロール」は従来のリアに加え、フロントにも装備。従来はオプション設定だった純正ナビゲーションシステム712SDCWを標準装備化。アルミホイールのデザインを変更した。
  - 11月6日 - 特別限定車「グレンツェン」を発売。

「TSIコンフォートライン」をベースに、バイキセノンヘッドライト（オートハイトコントロール機能付）、専用デザイン16インチアルミホイール（5ダブルスポーク）、2ゾーンフルオートエアコンディショナー、フロントフォグランプを特別装備。
ボディカラーは「クロストゥーラン」で人気が高い特別設定色の「アカプルコブルーメタリック」と「キャンディホワイト」の2色を設定した。500台（各色250台ずつ）の限定販売。
- 2014年
  - 1月21日 - 「クロストゥーラン」を一部改良[1]。

従来は黒基調だった内装を見直し、ドア内貼り、ステアリング・ハンドブレーキグリップ・シフトブーツのステッチをブラックからグレーに変更し、シートはブラックとグレーの2トーンカラーに変更。シートのサイドサポート部とドア内張りにアルカンターラを採用し、アルミホイールのデザインを変更した。
  - 4月1日 - 消費税率の引き上げ、および原材料の高騰に伴う生産コスト上昇と輸送費上昇に伴う価格改定。トゥーランの場合、旧価格から11.6万円～14.3万円値上げした（改定後の価格は310.6万円～383.3万円）[2]。
  - 6月24日 - エントリーグレードの「TSIコンフォートライン」に、上級グレードで人気のあるバイキセノンヘッドライトと2ゾーンフルオートエアコンディショナーの2点をパッケージ化した「アップグレードパッケージ」を追加設定[3]。

日本で販売されたモデル
- E - 1.6L 直4 DOHC FSI直噴エンジン（2004年4月～2007年3月）
- GLi - 2.0L 直4 DOHC FSI直噴エンジン（2004年4月～2007年3月）
- XE - 2.0L 直4 DOHC FSI直噴エンジン（2005年5月～2007年3月）
- TSI Trendline - 1.4L 直4 DOHC TSIエンジン（2007年3月～2011年1月）
- TSI Highline - 1.4L 直4　DOHC TSIエンジン（2007年3月〜2011年1月）
- TSI Comfortline - 1.4L 直4 DOHC TSIエンジン（2011年1月～2016年1月）
- TSI Highline - 1.4L 直4 DOHC TSIエンジン（2011年1月～2016年1月）
- CrossTouran - 1.4L 直4 DOHC TSIエンジン（2011年11月～2016年1月）

## 2代目（5T、2015年 - ）
2015年3月、ジュネーブ・モーターショーに出展。
7代目ゴルフをベースとしている。MPVとしては初めてMQBが採用され、従来モデル比で62kgの軽量化がなされた。
初代・後期型モデルに比べ全長で130mm、全幅で35mmそれぞれ拡大し、全高は最大で30mm低くなった。ホイールベースも110mm拡大されたことで、室内空間が広くなった。また、フラットフォールドシートの採用により、2列目・3列目の独立シートと、1列目助手席のバックレストが、簡単な操作ですべて折りたためるようになった。これにより、フロントシートから後ろのすべての部分を、フラットで段差のないひとつながりのラゲッジスペースにでき、最大で1,857Lの大容量を実現した。さらに、3列目シートのみを折りたたんでも、最大917Lの大容量を確保している。
2列目シートの前後スライド量は、初代モデル比で40mm、3列目シートのレッグスペースは54mm拡大されたことに加えて、ドア開口部の拡大と、2列目左右シートをワンタッチ操作で前方にスライドするイージーエントリー機能を採用し、3列目シートの乗降がより容易となった。2列目左右のシートに内蔵された、インテグレーテッドチャイルドシート（後席一体型チャイルドシート）は、座面を引き起こし、専用サイドヘッドレストを装着することで、使用できる。なお、座面を格納し、専用ヘッドレストを取り外せば、通常のシートとして機能する。
「安全性能は、すべてに優先する」という、Volkswagen オールイン・セーフティに基づき、先代では6つだったエアバックも、9つに増加させたほか、運転支援システムも多数採用された。初代モデルから継続されている装備に加え、新たに、アダプティブクルーズコントロール「ACC」、レーンキープアシストシステム「Lane Assist」、「プロアクティブ・オキュパント・プロテクション」、プリクラッシュブレーキシステム「Front Assist」、後席一体型チャイルドシート「インテグレーテッドチャイルドシート」、アクティブボンネット、ポストコリジョンブレーキシステムなどを採用して、安全面での強化を図った。また、欧州の公的自動車安全評価である、2015年のユーロNCAPにおいて、最高レベルの5つ星を獲得している。
ボディサイズやホイールベースを拡大しながらも、車両重量は20kg軽量化されたほか、Cd値は0.296のエアロダイナミクスを実現した。最高出力・最大トルク共に向上された新開発のオールアルミ製1.4L TSIエンジンの採用に加えて、アイドリングストップ機構（Start/Stop システム）とエネルギー回生システムを標準搭載したことで、最大19%燃費を向上させた。
ダンパーの減衰力や電動パワーステアリングの特性を瞬時にコントロールする先進のサスペンションシステム、アダプティブシャシーコントロール “DCC”が初採用された。日常走行に適した「ノーマル」、快適な乗り心地を維持する「コンフォート」、俊敏性を高める「スポーツ」の3種類のモードをスイッチひとつで選択可能となる。さまざまな走行状況に合わせて、連続的に減衰力特性を変化させ、ドライバーの意思に応える自在な走りを実現する。
インフォテインメントシステムには、「MirrorLink」、Apple「CarPlay」、Google「Android Auto」に対応する｢App-Connect｣を搭載し、スマートフォンとの連動性も高めた。併せて、新たに電動式のパーキングブレーキとオートホールド機能が装備された。
8代目ゴルフ登場後も、先代では2度も行われた大幅改良（フェイスリフト）を一度たりとも受けることなく、2024年現在、生産・販売が継続されている。

### 日本での販売
2016年1月12日、11年ぶりにフルモデルチェンジが発表され、同日より販売を開始した。
エネルギーを無駄なく、効率的に利用する"BlueMotion Technology"を採用し、JC08モード燃費を3.5km/L向上（18.5km/L）させ、「平成32年度燃費基準+10%」を達成している。
グレード体系は、初代・後期型モデルから継承される「TSI Comfortline」と「TSI Highline」に加え、初のエントリーグレードとなる「TSI Trendline（受注生産）」を加えた3グレードとなり、ボディカラーは「カリビアンブルーメタリック」と「アトランティックブルーメタリック」の2つの新色を加えた5色を設定する。
LEDヘッドライト（オートハイトコントロール機能、LEDターンシグナル付）は、「TSI Highline」に標準装備、「TSI Comfortline」にオプション設定となるが、両者のデザインは差別化がなされている。
前述のインテグレーテッドチャイルドシートは、「TSI Comfortline」と「TSI Highline」の両方に、DCC パッケージは、「TSI Highline」にのみオプションで用意される。
- 2016年
  - 6月21日 - 新グレードとして「TSI R-Line」を追加発売[5]。

上級グレード「TSI Highline」をベースに、外装はバンパー（フロント/リア）とサイドスカートを専用品に変更するとともに、専用クロームパッケージ、クロームデュアルエキゾーストパイプ、専用17インチアルミホイール（5ダブルスポーク）を採用。内装は専用プラスティックデコラティブパネル、専用ファブリックシート、専用レザー3本スポークマルチファンクションステアリングホイール（オーディオコントロール付）、専用ドアシルプレート、アルミ調ペダルクラスター（アクセル/ブレーキ）を装備した。ボディカラーは新色の「ハバネロオレンジメタリック（有償カラー）」を含む5色を設定する。
  - 7月19日 - 一部改良[6]。

「TSI R-Line」専用色だった「ハバネロオレンジメタリック（有償カラー）」を「TSI Comfortline」と「TSI Highline」にも設定可能としたほか、「TSI Trendline」はレザーシフトノブを標準設定。
「TSI Comfortline」・「TSI Highline」・「TSI R-Line」はプリクラッシュブレーキシステム「Front Assist」に歩行者検知機能を追加したほか、メーカーオプションの「"Discover Pro"パッケージ」は「Discover Pro」の機能強化を行い、Googleの「Android Auto」を含む3つのサービスに対応したコネクティビティ機能「App-Connect（アップコネクト）」と、フォルクスワーゲンの日本仕様車では初導入となるテレマティックス機能「Guide & Inform（ガイド アンド インフォーム）」を追加した。
- 2017年
  - 1月6日 - 一部改良[7]。

フォルクスワーゲンのミニバンでは初採用となる渋滞時追従支援システム「Traffic Assist（トラフィック アシスト）」を「TSI Highline」と「TSI R-Line」に標準装備、「TSI Comfortline」はセットオプションの「セーフティパッケージ」に追加した。このシステムはドライバーがあらかじめ設定した先行車との間隔と車速を自動で保ちながら走行レーンの維持も同時に行う機能で、交通渋滞時やストップ&ゴーが多い状況において、アクセル・ブレーキ・ステアリングを自動的に制御し、ドライバーの運転を支援するものである。また、ドライバーの両手がステアリングを握っていてハンドル操作に関与することでシステムが作動するようになっている。なお、「Traffic Assist」の追加に伴う車両本体価格やオプション価格の変更は無く、据え置きとなる。
「TSI Comfortline」のセットオプションである「アップグレードパッケージ」には、クロームパッケージ（サイドウィンドー）とシルバールーフレールを追加した。
  - 6月13日 - 特別限定車「TSI Comfortline Tech Edition」を発売[8]。

「TSI Comfortline」をベースに、アダプティブクルーズコントロール「ACC」、渋滞時追従支援システム「Traffic Assist」、レーンキープアシストシステム「Lane Assist」、プリクラッシュブレーキシステム「Front Assist（シティエマージェンシーブレーキ機能、歩行者検知対応機能付）」、駐車支援システム「Park Assist」、オプティカルパーキングシステム、パークディスタンスコントロール（フロント/リア）、リアビューカメラ「Rear Assist」、LEDヘッドライト（オートハイトコントロール、LEDターンシグナル付）、3ゾーンフルオートエアコンディショナー（運転席/助手席/2列目独立調整/自動内気循環機能付）、純正インフォティメントシステム「Discover Pro」、モバイルオンラインサービス「Volkswagen Car-net（コネクティビティ「App-Connect」+テレマティクス機能「Guide & Inform」）」、パワーテールゲート（挟み込み防止機能、「Easy Open」機能付）、スマートエントリーシステム「Keyless Access」を特別装備した。
ボディカラーは「ピュアホワイト」と「ディープブラックパールエフェクト」の2色で、各色150台ずつ、計300台の限定販売となる。
  - 7月20日 - 一部改良[9]。

全車で純正インフォテイメントシステムの機能向上を行ったほか、「TSI Comfortline」はアダプティブクルーズコントロール「ACC」とレザーファンクションステアリング/パドルシフト付の2点を、「TSI Highline」と「TSI R-Line」はパークディスタンスコントロール（フロント/リア、前進/後退時衝突軽減ブレーキ機能付）、リアトラフィックアラート（後退時警告・衝突軽減ブレーキ機能）、レーンチェンジアシストシステム「Side Assist Plus」の3点をそれぞれ標準装備し、「TSI R-Line」は更に18インチアルミホイール（225/45 R18）、マイクロフリースシート、ヘッドライトウォッシャー/ヒーテッドウォッシャーノズル（フロント）、シートヒーター（運転席/助手席/2列目左右）も標準装備した。
オプションメニューも変更され、「TSI Comfortline」に設定の「セーフティパッケージ」はレーンチェンジアシストシステム「Side Assist Plus」を追加し、リアトラフィックアラートに後退時警告・衝突軽減ブレーキ機能を追加。「TSI Highline」と「TSI R-Line」には、駐車支援システム「Park Assist」、パワーテールゲート（挟み込み防止機能、「Easy Open」機能付）、ダイナミックコーナリングライト、LEDテールランプをセットにした「テクノロジーパッケージ」を新たに設定した。
  - 8月29日 - 限定車「Milano Edition（ミラノ エディション）」を発売[10]。

上級グレード「TSI Highline」をベースに、過去にゴルフの限定車にも採用されていたヴォルケーノブラウンのマイクロフリース&ナパレザーシートをゴルフトゥーランとして初採用したほか、ベースグレードではメーカーオプション設定となっている「テクノロジーパッケージ」と「Discover Proパッケージ」を標準装備。さらに、17インチアルミホイールを専用デザインに変更した。
ボディカラーは「ピュアホワイト」と「ディープブラックパールエフェクト」の2色で、各色150台ずつ、300台の限定販売となる。
- 2018年
  - 6月19日 - 一部仕様変更[11]。「TSI Highline」、「TSI R-Line」に設定のオプションパッケージ「テクノロジーパッケージ」において、ハイビームアシスト機能を「ダイナミックライトアシスト」へ変更された。
  - 9月25日 - 2.0Lディーゼルターボエンジン「TDI」搭載モデルが発表された（10月1日発売）[12]。グレード体系は「TDI Comfortline」と「TDI Highline」の2種類が用意される。
  - 10月30日 - 限定車「TDI Premium」を発売[13]。

「TDI Highline」をベースに、ゴルフトゥーランで初のレザーシートが採用され、さらに、ボディカラーで「インジウムグレーメタリック」を選択した場合にはレザーシートカラーとして初となる「ストームグレー」が採用された（「オリックスホワイト マザーオブパールエフェクト」選択時は「ブラックレザー」となる）。そのほか、「Discover Proパッケージ」、「テクノロジーパッケージ」、電動パノラマスライディングルーフ（電動サンシェード、UVカット機能付）が特別装備された。
ボディカラーは2色で、各色150台ずつ・300台の限定販売となる。
- 2019年
  - 2月19日 - 一部仕様変更[14]。

「TSI Comfortline」と「TDI Comfortline」において、従来は「セーフティパッケージ」での設定だったレーンキープアシストシステム「Lane Assist」、渋滞時追従支援システム「Traffic Assist」、レーンチェンジアシストシステム「Side Assist Plus」、リアトラフィックアラート（後退時警告・衝突軽減ブレーキ機能）、プリクラッシュブレーキシステム「Front Assist」の5点が標準装備化され、「Front Assist」は歩行者検知機能を追加する改良も実施。これに伴い、「セーフティパッケージ」はインテグレーティッドチャイルドシートの単体オプションに変更された。
エントリーグレードの「TSI Trendline」は従来装備されていなかった「Lane Assist」、「Traffic Assist」、歩行者検知機能付「Front Assist」及びアダプティブクルーズコントロール「ACC」が標準装備されるとともに、パドルシフトとレザーマルチファンクションステアリングホイールも標準装備された。
  - 10月1日 - 一部仕様変更[15]。

「TDI Comfortline」・「TSI Highline」・「TDI Highline」・「TSI R-Line」において、4グレード共通で純正インフォテイメントシステム「Discover Pro」、ETC2.0対応車載器、モバイルオンラインサービス「Volkswagen Car-Net」、リアビューカメラ「Rear Assist」、サンブラインド（リア左右）を標準装備。さらに、「TDI Comfortline」「TSI Highline」「TDI Highline」はアルミホイールが新デザインに変更され、「TDI Comfortline」はスマートエントリー&スタートシステム「Keyless Access」も標準装備された。「TSI Comfortline」はオプションの「アップグレードパッケージ」にサンブラインド（リア左右）とスマートエントリー&スタートシステム「Keyless Access」が追加され、アルミホイールが新デザインに変更された。
  - 10月29日 - 限定車「TDI Premium」を新仕様で再発売[16]。

アダプティブシャシーコントロール「DCC」が新たに標準装備され、ボディカラーはゴルフトゥーランでは初設定となる「クリムゾンレッドメタリック（オプション設定）」を含む3色が設定された（内装色は「インジウムグレーメタリック」選択時と同じ「ストームグレー」）。限定数は「インジウムグレーメタリック」と「オリックスホワイト マザーオブパールエフェクト（オプション設定）」が各200台ずつ、「クリムゾンレッドメタリック」が100台の計500台に増えた。
- 2020年8月6日 - 特別限定車「TSI Comfortline Limited」を発表（8月21日発売）。

「TSI Comfortline」をベースに、純正インフォテインメントシステム"Discover Pro"パッケージとアップグレードパッケージを標準装備したほか、パワーテールゲート（挟み込み防止機能、"Easy Open"機能付）、パークディスタンスコントロール（フロント/リア、前進/後退時衝突軽減ブレーキ機能付）、シートヒーター（運転席/助手席）、ヘッドライトウォッシャー、ヒーテッドウォッシャーノズル（フロント）も特別装備された。ボディカラーは「R-Line」専用色の「インジウムグレーメタリック」が特別設定される。300台の限定販売となる。
- 2021年4月16日 - 仕様変更。

TSIモデルはエンジン排気量を1.5Lに拡大。TDIモデルはDSGを7速に多段化。インフォテイメントシステムが最新世代の「Ready 2 Discover」となり、オンラインサービスの「We Connect」に対応。エンブレムデザインやフォントの意匠変更も行われた。そのほか、「TSI Trendline」はレーンチェンジアシストシステム「Side Assist Plus」、リアトラフィックアラート（後退時警告・衝突軽減ブレーキ機能）、ダークティンテッドガラス（リア/リア左右、UVカット機能付）が標準装備され、リアビューカメラ「Rear Assist」を「TSI Trendline」と「TSI Comfortline」に、ゴルフトゥーランでは初採用となるデジタルメータークラスター「Digital Cockpit Pro」をComfortline以上のグレードにそれぞれ標準装備された。ボディカラーには、新色のドルフィングレーメタリックとキングスレッドメタリックが追加設定された。
- 2022年8月9日 - 仕様変更（同月中旬以降順次出荷）。

同一車線内全車速運転支援システム「Travel Assist」と緊急時停車支援システム「Emergency Assist」を全車に標準装備されたほか、3ゾーンフルオートエアコンディショナーを「TSI Trendline」と「TSI Comfortline」にも拡大して標準設定するとともに、タッチコントロール式操作パネルを採用。デジタルメータークラスター「Digital Cockpit Pro」を「TSI Trendline」にも拡大して標準設定され、「TSI Trendline」と「TSI Comfortline」にはエンジンスタート/ストップボタンを追加。「Highline」と「TSI R-Line」に設定のメーカーオプション「テクノロジーパッケージ」に含まれているパワーテールゲートに「Easy Close」機能が追加された。
仕様変更に加え、原材料費等の急激な価格上昇による工場出荷価格の上昇に伴い、車両本体価格（メーカー希望小売価格）が改定された。グレードにより20.6万円～28万円（10%相当の消費税込）値上げとなり、「テクノロジーパッケージ」についても1.1万円（10%消費税込）値上げされた。一方で、「TSI Comfortline」に設定の「アップグレードパッケージ」については、一部装備の標準設定化に伴って7.7万円（10%消費税込）値下げされた。

## 車名
車名の「トゥーラン」は、ドイツ語で「自由な旅」をあらわす"Tour Sharan"からの造語。